# Jan Hendriks (verzetsstrijder)
Jan Hendriks (Emmen, 13 november 1905 - Husum, 18 november 1944) was een Nederlandse verzetsstrijder tijdens de Tweede Wereldoorlog. Hij had een kruidenierswinkel in Emmer-Compascuum samen met zijn vrouw Abeltje, met wie hij ook een dochter had. 
Hij verzette zich in de oorlog tegen de Duitsers door het onderbrengen en helpen van onderduikers in het onderduikershol bij Valthe, dit als deelnemer aan de Zefat groep (genoemd naar verzetsstrijder Albertus Zefat). Ook verborg hij onderduikers in zijn eigen huis. In verband met deze activiteiten werd hij verraden door zijn eigen neef (die tijdens een verhoor de Duitsers informatie gaf over de Zefat groep), en werd hij op 27 juli 1944 in zijn huis gearresteerd door de Gestapo.
Nadat Hendriks werd vastgehouden in het Scholtenhuis in Groningen en Kamp Amersfoort, werd hij op transport gezet naar concentratiekamp Neuengamme en later naar Kamp Husum-Schwesing in Duitsland waar hij ongeveer 2 maanden later overleed. Dit hoogstwaarschijnlijk als gevolg van een combinatie van onder andere uitputting, honger en mishandeling. Volgens de Duitsers was de doodsoorzaak hypothermie (onderkoeling). 